# 丹尼利夫卡河

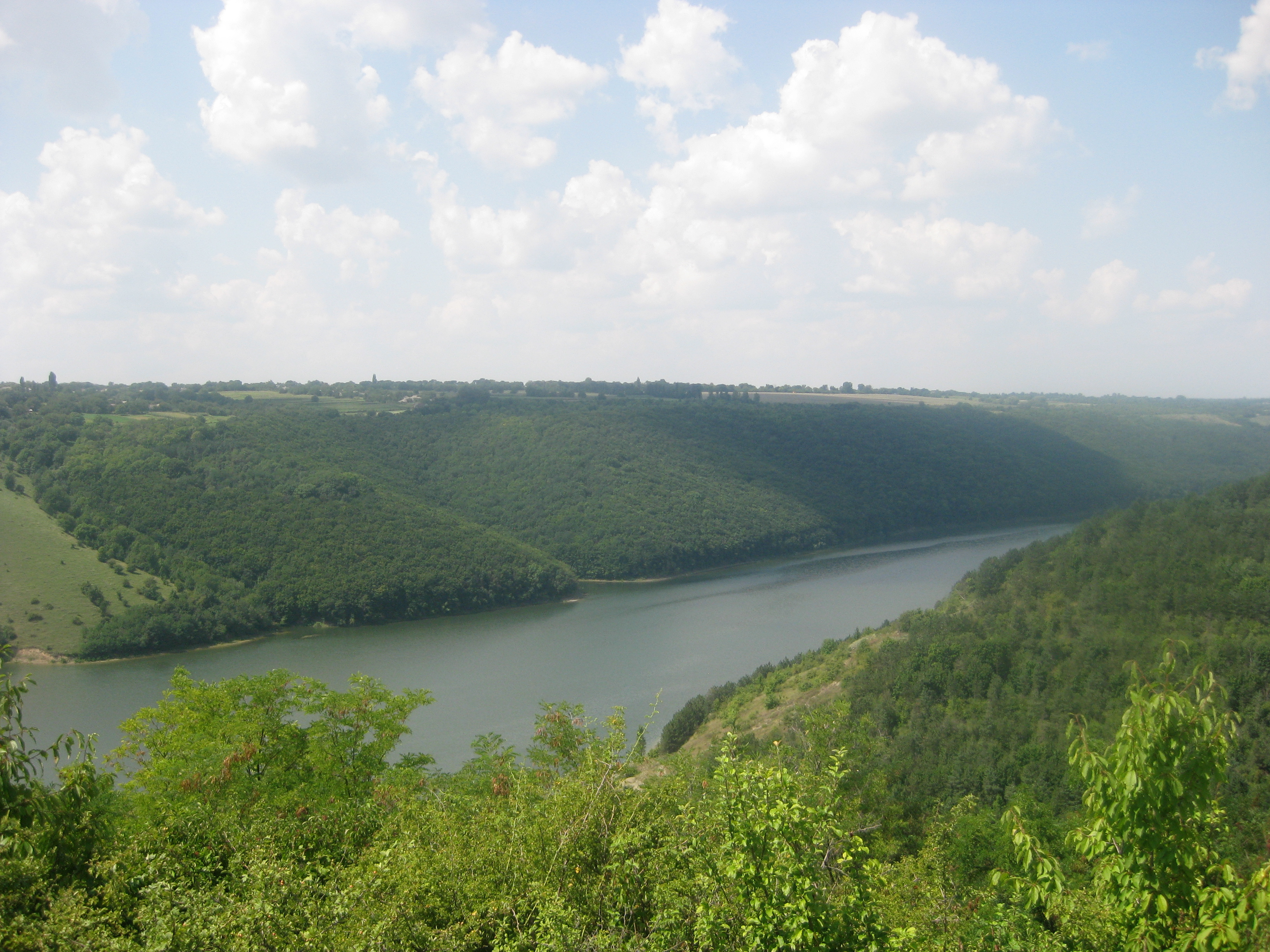

丹尼利夫卡河（烏克蘭語：Данилівка），是烏克蘭的河流，位於該國西部，屬於德涅斯特河的左支流，流經赫梅利尼茨基州，發源自佩塞茨附近，河道全長17公里，流域面積105平方公里。